# Skyline (panorama)

Widok na skyline Nowego Jorku

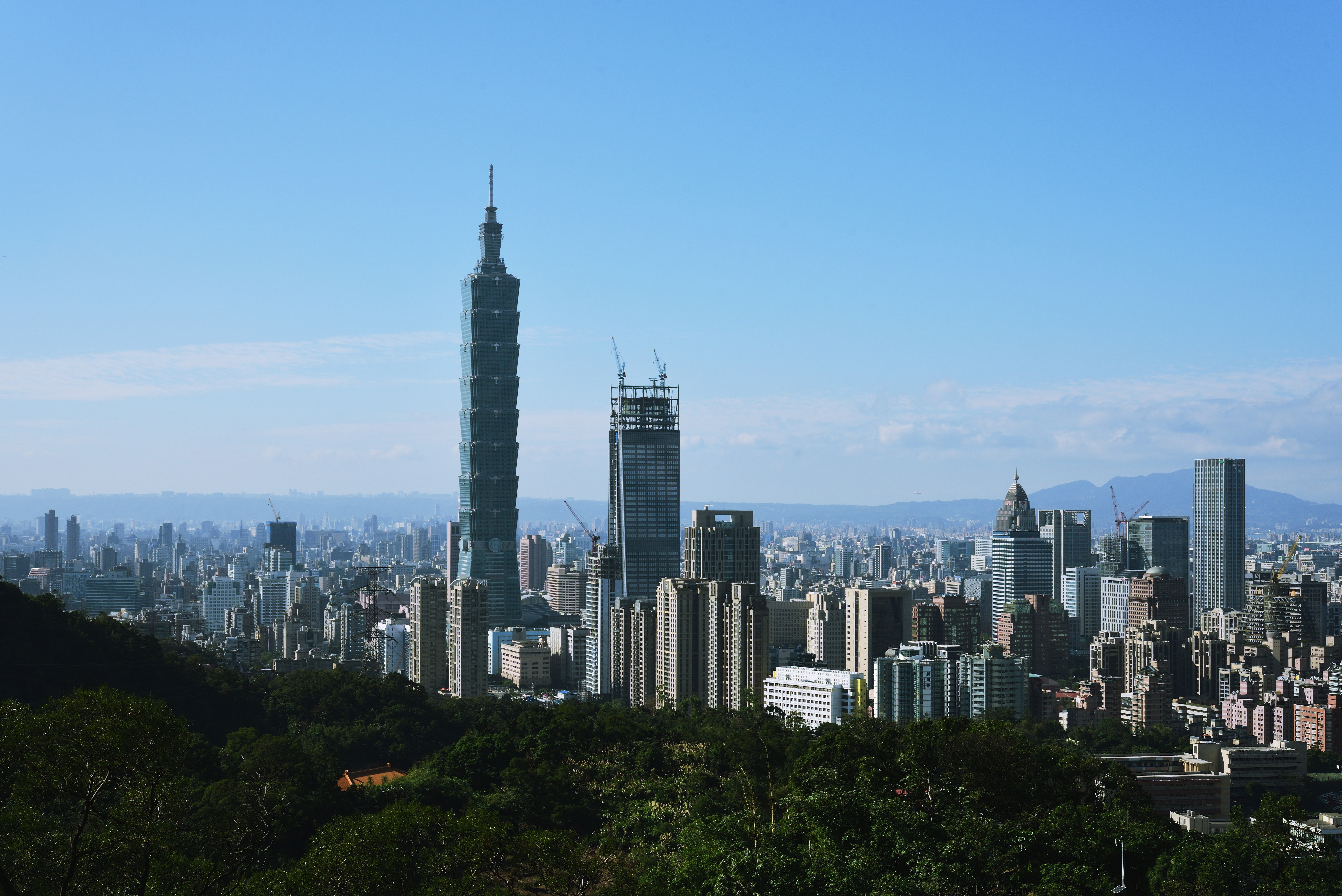
Widok na skyline Tajpej

Skyline – ogólny lub częściowy widok na wysokie obiekty budowlane składające się z wielu drapaczy chmur w mieście. Może być także opisany jako sztuczny horyzont jaki tworzą wszystkie struktury w mieście. Imponujący skyline może być także wykorzystany do pokazania siły miasta, im piękniejszy i większy widok na miasto, tym więcej pieniędzy zostało na niego wydane. Skylines są także swoistymi odciskami palca miasta, ponieważ nie ma dwóch takich samych skylines. Skylines, które są bardzo rozciągnięte z powodu wielkości miasta lub występowania miasta bliźniaczego są nazywane cityscapes. W wielu, ale nie wszystkich miastach drapacze chmur odgrywają istotną rolę w definiowaniu skyline. W bardziej zaplanowanych miastach (takich jak Minneapolis), skyline zmierza do ukształtowania sztucznej góry, z najwyższymi budynkami blisko centrum miasta.

## Typy skylines
- Daytime: normalny, często szeroko rozciągnięty widok na miasto podczas dnia. Często wykorzystywany podczas świtu lub zmierzchu, aby użyć wschodu lub zachodu Słońca w tle
- Silhouette: skyline, gdzie budynki są złączone jako jeden czarny kształt, który często włącza tylko jedną warstwę skyline
- Nighttime: skyline podczas nocy, jedyne co widać to światła w budynku oraz iluminacja na zewnątrz